# Robert Péloquin
Robert Péloquin est un tireur sportif américain.

## Palmarès
Robert Péloquin a remporté l'épreuve Cominazzo Original aux championnats du monde MLAIC 1998 à Warwick  et en 2002 à Lucca en Italie.